# Фредерику-Вестфален
Фредерику-Вестфален (порт. Frederico Westphalen)  —  муниципалитет в Бразилии, входит в штат Риу-Гранди-ду-Сул. Составная часть мезорегиона Северо-запад штата Риу-Гранди-ду-Сул. Входит в экономико-статистический  микрорегион Фредерику-Вестфален. Население составляет 27 308 человек на 2007 год. Занимает площадь 264,975 км². Плотность населения — 106,1 чел./км².
Праздник города —  28 февраля.

## История
Город основан 15 декабря 1954 года. 

## Статистика
- Валовой внутренний продукт на 2003 составляет 237.150.878,00 реалов (данные: Бразильский институт географии и статистики).
- Валовой внутренний продукт на душу населения на 2003 составляет 8.627,12 реалов (данные: Бразильский институт географии и статистики).
- Индекс развития человеческого потенциала на 2000 составляет 0,834 ▲ (данные: Программа развития ООН).

## География
Климат местности: субтропический гумидный.